# アンダーカヴァー (ローリング・ストーンズのアルバム)
『アンダーカヴァー』(英語: Undercover)は、1983年にリリースされたローリング・ストーンズのオリジナルアルバム。プロデュースはグリマー・ツインズおよびクリス・キムゼイ（レコーディング・エンジニアも兼任）。全英3位、全米4位を記録。

## 解説
本作はストーンズにとって'80年代に入ってから3作目のオリジナルアルバムとなるが、前々作『エモーショナル・レスキュー』は1979年の制作、前作『刺青の男』は主に'70年代に残した未発表曲の寄せ集めであったため、'80年代に入って本格的に制作したアルバムとしては本作が最初となる。本作はミック・ジャガーが打ち出した「だらだらとセッションをしながら曲を作らない」「完全な新曲のみをアルバムに入れる」という方針の下、これまでの彼らにはなかった新機軸を打ち出す実験的な作風となった 。先行シングルの「アンダーカヴァー・オブ・ザ・ナイト」ではヒップホップ、「トゥー・マッチ・ブラッド」ではラップを取り入れ、それらにレゲエやダブ、アフリカン・ビートを絡ませ、複雑なリズムアプローチのアイディアが取り入れられた。また収録曲の多くで電子ドラムが導入されている。本作では'80年代当時流行の人工的なサウンドに重きを置きながらも、所々にストーンズらしい生々しさを残した作品となった。
レコーディングは1982年11月、パリのパテ・マルコーニ・スタジオから開始、断続的に翌年3月まで行われた。4月にはバハマ、ナッソーのコンパス・ポイント・スタジオ、5月にはニューヨークのヒット・ファクトリー、6月には一度バハマに戻り、7月から8月にかけてのニューヨークでのオーバーダブとミキシングを経て完成された。バハマでのオーバーダブにはチャーリー・ワッツとビル・ワイマンは参加しておらず、代わりにレゲエ・ミュージシャンのスライ&ロビーが起用された。この一連のセッションに於けるジャガーとキース・リチャーズの仲は最悪で、互いが持ち込んだデモの内容が気に入らず、二人が顔を合わせた時間は少なかった。当時のジャガーによるリチャーズの忌避は徹底したもので、バハマでの追加録音にはロン・ウッドのみを伴い、リチャーズには声すらかけなかったという。
本作では「アンダーカヴァー・オブ・ザ・ナイト」、「シー・ワズ・ホット」、「トゥー・マッチ・ブラッド」の3曲でプロモーション・ビデオが制作されたが、前作以上に手の込んだものとなった。監督には売れっ子のジュリアン・テンプルが招かれたが、「アンダーカヴァー…」や「トゥー・マッチ・ブラッド」におけるバイオレンスおよびグロテスクな描写、また「シー・ワズ・ホット」での女体に興奮した男のズボンのボタンが弾け飛ぶ表現がMTVから締め出しを食らい、ほとんど放映されることはなかった。これらの映像はビデオクリップ集『ビデオ・リワインド』に収録された。現在はいずれもストーンズのYouTube公式ページで視聴可能である。
アルバム・ジャケットには青いカーテンの前で全裸のストリッパーが踊る写真が採用され、胸部と局部をステッカーで隠したものとなっている。アメリカ版のみへそと局部のステッカーを剥がせる仕様になっているが、それ以外の国では全てステッカーは印刷になっている。ジャガーによれば、これは1950年代に存在した風俗店で、覗き穴から覗いて金を払うと女性が現れ、女性がポーズをとったときにボタンを押すとその写真が出てくるというもので、これをイメージしたものだという（日本におけるのぞき部屋に近いものと思われる）。
本作はストーンズのアルバムでは初めてCD版が作られたが、当時はまだLPがメインフォーマットであった。1994年にヴァージン・レコードからリマスター版が、2009年にはポリドールから再リマスター版がリリースされた。2011年には日本限定で、ユニバーサルミュージックグループから最新リマスター版がSACDにて発売された。

## 評価
イギリスでは3位、アメリカでは4位とプラチナ・アルバムを獲得したが、いずれも前作を下回っている。ストーンズのオリジナルアルバムは、1969年の『レット・イット・ブリード』以降英、米のどちらかで1位を獲得してきたが、本作でその記録が途切れることとなった。オランダとスウェーデンでは1位を獲得している。
作品としての評価もあまり高くなく、プレスの中には「陰気くさく大げさで、支離滅裂なクソの欠片」と滅茶苦茶にけなしたものもあった。メンバーの自己評価も低く、ジャガーはリリース当時こそ「気に入っている」と語ったものの、その後は評価を変え、本作に失敗作の烙印を押した。リチャーズも「俺にはちょっとせわしなく感じる」と感想を述べている。時代に取り残されまいとトレンドを積極的に取り入れたジャガーと、実験は厭わないが自分たちのルーツを堅持したいリチャーズの意識のずれは互いの敵対意識を増大させることになり、次回作『ダーティ・ワーク』でそれは決定的なものとなる。結果として'80年代のスタイルに合わせた変化はリスナーには中途半端と見なされた。しかし、収録曲のうち「アンダーカヴァー・オブ・ザ・ナイト」、「シー・ワズ・ホット」、「ワナ・ホールド・ユー」は後にコンサートで採りあげられており、特に「アンダーカヴァー…」はコンピレーション・アルバムに収録される機会も多い。

## 収録曲
特記なき限りジャガー/リチャーズ作詞作曲。

### SIDE 1
1. アンダーカヴァー・オブ・ザ・ナイト - Undercover of the Night 4:32
  - アルバムからの先行シングル。全英11位[1]、全米9位[11]を記録。ブライアン・マクギーのリミックスによる12インチシングルバージョンも存在。
2. シー・ワズ・ホット - She Was Hot 4:41
  - アルバムからの第2弾シングル。全英42位[1]、全米44位[11]。シングルB面に収められた「I Think I'm Going Mad」は2017年現在未CD化。
3. タイ・ユー・アップ (恋の痛手) - Tie You Up (The Pain Of Love) 4:16
4. ワナ・ホールド・ユー - Wanna Hold You 3:52　
  - LP版はカセット版よりも40秒ほど演奏時間が短かったが、リイシュー版は全てロングバージョンの方が採用されている[4]。
5. フィール・オン・ベイビー - Feel on Baby 5:07

### SIDE 2
1. トゥー・マッチ・ブラッド - Too Much Blood 6:14
  - アメリカではアーサー・ベイカーのリミックスによる12インチシングルバージョン（2バージョンあり）がリリースされている。
2. プリティ・ビート・アップ - Pretty Beat Up (Jagger / Richards / Ron Wood) 4:04
3. トゥー・タフ - Too Tough 3:52
4. オール・ザ・ウェイ・ダウン - All the Way Down 3:14
5. マスト・ビー・ヘル - It Must Be Hell 5:04

## レコーディング・メンバー
ローリング・ストーンズ
- ミック・ジャガー - リード&バッキング・ボーカル、ハーモニカ、エレキギター（#7、#8、#9）[5][12]
- キース・リチャーズ - ギター、バッキング・ボーカル、ベース（#7）、リード・ボーカル（#4）[5][12]
- ロン・ウッド - ギター、バッキング・ボーカル、ベース（#3、#4）[5][12]
- ビル・ワイマン - ベース、エレクトリックピアノ（#7）[5][12]
- チャーリー・ワッツ - ドラムス、パーカッション[5][12]

ゲストミュージシャン
- チャック・リーヴェル - キーボード、ピアノ、オルガン、エレクトリックピアノ[5][12]
- イアン・スチュワート - ピアノ（#2）、オルガン（#7）[5][12]
- スライ・ダンバー - パーカッション、電子ドラム[5][12]
- ロビー・シェイクスピア - ベース（#5）[5][12]
- ジム・バーバー - エレキギター（#6）[5][12]
- チョップス - ホーン・セクション（#6、#7）[5][12]
- デヴィッド・サンボーン - サックス（#7）[5][12]
- マーティン・ディッシャム、ムスタファ・シセ、ブラームス・カウンディル - パーカッション[5][12]